# گودال‌های ایگرگ و زد

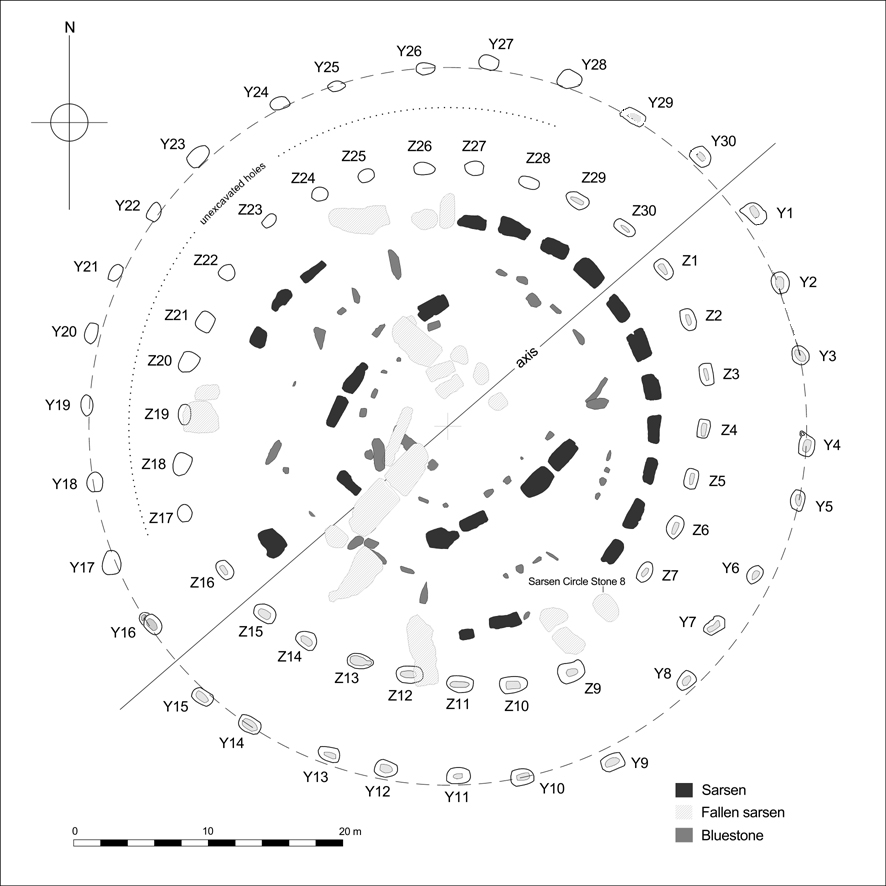
نقشهٔ گودال‌های ایگرگ و زد در تناسب با سه‌سنگ‌های سارسنی اصلی استون‌هنج

گودال‌های ایگرگ و زد (انگلیسی: Y and Z Holes) دو حلقهٔ (نسبتاً) هم‌مرکز از ۳۰ و ۲۹ گودال در استون‌هنج هستند که به دور سه‌سنگ‌های سارسنی آن حفر شده‌اند. بنابر تخمین باستان‌شناسان این حلقه‌ها قرنها پس از اتمام ساخت‌وسازها در استون‌هنج سه و در حدود سال‌های ۱۵۰۰ پ.م. حفر شده‌اند. در آن‌ها نشانی از خاکستر یا گذاشتن خرسنگ دیده نمی‌شود و هدف از حفر آن‌ها معلوم نیست.
این حلقه‌ها را ویلیام هاولی در دههٔ ۱۹۲۰ کشف کرد.